# Gwoka
El gwoka (Tambor grande en criollo) es una cuádruple entidad: danza, música, instrumento y canto proveniente las islas que forman a Guadalupe con orígenes de la época de la esclavitud. Los siete ritmos que componen la música gwoka:
- Lewoz: el ritmo de la guerra.
- Kaladja: simboliza las dificultades del amor.
- Pagenbel: paso bello cortando el caño de azúcar.
- Toumblak: el baile de la fertilidad.
- Grage: ritmo usado cuando trabajando en agricultura.
- Roulé: vals criollo.
- Mindé: ritmo de carnaval.

El gwoka guadalupeño fue designado como Patrimonio Cultural Inmaterial de la Humanidad por la Unesco el 26 de noviembre de 2014.